# Seznam evangelijev
Seznam evangelijev. Evangelij (tudi blagovest, veselo oznanilo) je svojska literarna vrsta, ki govori o Jezusu Kristusu. Razvoj novozaveznega kanona je izločil štiri evangelije, ki jih večina kristjanov priznava za edine avtentične. Kljub temu obstaja ali je obstajalo še precej drugih, ki se imenujejo apokrifni (skrivni). Nekateri izmed njih so zapustili znatne sledove v krščanstvi, še posebno v ikonografiji.

## V celoti ohranjeni
1. Evangelij po Marku (kanonični)
2. Evangelij po Mateju (kanonični)
3. Evangelij po Luku (kanonični)
4. Evangelij po Janezu (kanonični)
5. Evangelij po Tomažu
6. Evangelij resnice
7. Koptski evangelij po Egipčanih
8. Evangelij po Nikodemu (znan tudi kot Pilatova dela)
9. Evangelij po Barnabu
10. Evangelij po Gamalielu

### Evangeliji otroštva
1. Evangelij Marijinega otroštva
2. Evangelij po Psevdo-Mateju
3. Evangelij otroštva po Tomažu
4. Evangelij otroštva po Jakobu
5. Arabski evangelij otroštva
6. Sirski evangelij otroštva našega Gospoda Jezusa

## Delno ohranjeni
1. Evangelij po Judu Iškarijotu
2. Evangelij po Petru
3. Evangelij po Mariji
4. Evangelij po Filipu

## Fragmentarno ohranjeni
1. Odrešenikov pogovor
2. Papirus Egerton 2
3. Evangelij po Evi
4. Fajumski fragment
5. Evangelij po Maniju
6. Oksirinov evangelij
7. Evangelij po Odrešeniku (znan tudi kot Neznani berlinski evangelij)
8. Evangelij po dvanajsterih

### Rekonstruirani
1. Evangelij po ebionitih
2. Grški evangelij po Egipčanih
3. Evangelij po Hebrejcih
4. Skrivni evangelij po Marku
5. Evangelij po Matiji
6. Evangelij po Nazarejcih
7. Dokument Q
8. Evangelij znamenj
9. Evangelij križa

## Izgubljeni
1. Evangelij po Jerneju
2. Evangelij po sedemdeseterih
3. Evangelij štirih nebeških kraljestev
4. Evangelij popolnosti
5. Evangelij po Markionu
6. Evangelij po Bazilidu
7. Evangelij po Andreju
8. Evangelij po Apelu
9. Evangelij po Kerintu
10. Evangelij po Bardezanu
11. Evangelij po enkratitih[1]
12. Evangelij po gnostikih[2]
13. Evangelij po Hezihiju[3]
14. Evangelij po Lukiju
15. Evangelij po Longinu
16. Evangelij po Merintu[4]
17. Evangelij po Skitianu
18. Evangelij po Simonu Čarodeju
19. Evangelij po Tacijanu
20. Evangelij po Tadeju[5]
21. Evangelij po Valentinu[6]
22. Klementinski evangelij